# Сарканд
Сарка́нд (каз. Сарқан) — місто, центр Саркандського району Жетисуської області Казахстану. Адміністративний центр Саркандської міської адміністрації.
Населення — 17907 осіб (2021; 14305 у 2009, 15347 у 1999, 20913 у 1989).

## Історія
Статус міста Сарканд отримав 1968 року.